# Эрнандес, Сандра
Сандра Эрнандес Родригес (исп. Sandra Hernández Rodríguez; род. 25 мая 1997, Санта-Крус-де-Ла-Пальма, Канарские острова) — испанская футболистка, нападающая «Гранадиллы».

## Клубная карьера
В детстве играла в футзал. С 2012 года в системе  клуба «Сан-Габриель». С 2015 года в «Барселоне». С 2016 — игрок основного состава.
4 июля 2017 года подписала двухлетний контракт с «Валенсией».

## Карьера в сборной
Выступала за юниорские сборные страны до 17, 19 и до 20 лет. В 2016 году в качестве капитана выводила команду на поля чемпионата Европы в Словакии, где стала одним из лучших игроков сборной и всего турнира, а испанки дошли до финала.
В 2018 году провела свои первые матчи за взрослую сборную Испании.

## Семья
Она из спортивной семьи. Отец Сандры Фелипе был известным футболистом, выступал за «Тенерифе» и «Бетис».

## Статистика выступлений

### Клубная статистика
| Клуб             | Сезон            | Лига | Лига | Кубок | Кубок | Лига чемпионов | Лига чемпионов | Суперкубок Испании | Суперкубок Испании | Кубок Каталонии | Кубок Каталонии | Итого | Итого |
| Клуб             | Сезон            | Игры | Голы | Игры  | Голы  | Игры           | Голы           | Игры               | Голы               | Игры            | Голы            | Игры  | Голы  |
| ---------------- | ---------------- | ---- | ---- | ----- | ----- | -------------- | -------------- | ------------------ | ------------------ | --------------- | --------------- | ----- | ----- |
| Барселона        | 2014/15          | 0    | 0    | 3     | 0     | 0              | 0              | -                  | -                  | 0               | 0               | 3     | 0     |
| Барселона        | 2014/15          | 9    | 2    | 1     | 1     | 0              | 0              | -                  | -                  | 0               | 0               | 10    | 3     |
| Барселона        | 2015/16          | 15   | 2    | 1     | 0     | 2              | 0              | -                  | -                  | 2               | 2               | 20    | 4     |
| Барселона        | 2016/17          | 4    | 1    | 0     | 0     | 0              | 0              | -                  | -                  | 1               | 0               | 5     | 1     |
| Барселона        | Итого            | 28   | 5    | 5     | 1     | 2              | 0              | 0                  | 0                  | 3               | 2               | 38    | 8     |
| Всего за карьеру | Всего за карьеру | 0    | 0    | 0     | 0     | 0              | 0              | 0                  | 0                  | 0               | 0               | 0     | 0     |